# Elaeocarpus limitaneus
Elaeocarpus limitaneus är en tvåhjärtbladig växtart som beskrevs av Hand.-mazz.. Elaeocarpus limitaneus ingår i släktet Elaeocarpus och familjen Elaeocarpaceae. Inga underarter finns listade i Catalogue of Life.